# Newfoundland and Labrador First Party
 (mars 2018).
Si vous disposez d'ouvrages ou d'articles de référence ou si vous connaissez des sites web de qualité traitant du thème abordé ici, merci de compléter l'article en donnant les références utiles à sa vérifiabilité et en les liant à la section « Notes et références ».
Le Newfoundland and Labrador First Party est un ancien parti politique canadien, actif de 2004 à 2011 au niveau fédéral et provincial à Terre-Neuve-et-Labrador. Son dernier chef était Wayne Ronald Bennett.

## Histoire
Le parti provincial est créé le 5 novembre 2004 et est enregistré officiellement au niveau provincial en février 2006, et au niveau fédéral le 15 novembre 2007. Après l'élection partielle provinciale de 2006 dans Placentia–St. Mary's, il se concentre sur la politique fédérale. Son premier chef est Tom Hickey, qui démissionne après les élections fédérales de 2008 et est remplacé par Wayne Bennett. Le parti est radié par Élections Canada en janvier 2011 et n'est donc plus un parti reconnu.

## Idéologie
- Restituer les services gouvernementaux pour les communautés rurales ;
- Mettre un frein à l'émigration ;
- Soutenir les droits ruraux ;
- Maintenir le mode de vie et la culture de Terre-Neuve-et-Labrador ;
- Restituer les droits traditionnels pour chasse et pêche ;
- Diriger les pêcheries conjointement avec le gouvernement fédéral ;
- Étendre la limite actuelle de 200 milles d'intérêt économique exclusif pour l'océan à 350 milles sous l'Article 76 de la Loi de la Mer ;
- Développer un plan d'action afin de reconstruire les valeurs de cabillaud ;
- Développer le transport intégré et les initiatives de tourisme ;
- Développer le Lower Churchill conformément à la section 92 et 92A de l'acte de Constitution, 1867/1982 ;
- Promouvoir des réformes politiques fédérales pour augmenter l'équité parmi les provinces et les territoires.

### Séparatisme
Le parti n'est pas nécessairement un parti séparatiste, mais il se permettrait de considérer cette alternative si le gouvernement fédéral ne fait rien pour résoudre les problèmes en Terre-Neuve-et-Labrador[réf. nécessaire].

## Résultats
| Élection      | # de candidats | Voix  | % du vote | % dans les circonscriptions représentées | Sièges |
| ------------- | -------------- | ----- | --------- | ---------------------------------------- | ------ |
| Fédérale 2008 | 3              | 1 801 | 0,01 %    | 1,75 %                                   | 0      |